# Kanrin Maru

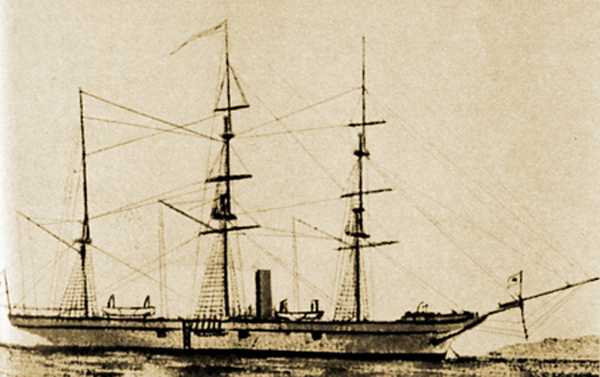
Kanrin Maru

Kanrin Maru (Japonês: 咸臨丸) foi o primeiro navio de guerra screw-driven a vela e a vapor do Japão. Ele foi encomendada em 1853 do Países Baixos, o único país ocidental com que o Japão tinha relações diplomáticas durante o período de reclusão (sakoku), determinado pelo bakufu (governo do xogum).  Ele foi entregue em 1855, quase um ano após a abertura comercial forçada do Japão feita por Comodoro Perry. O navio usado na nova Escola Naval de Nagasaki para assim desenvolver o conhecimento sobre a tecnologia ocidental em navios de guerra.